# Gimnazija Antuna Vrančića
Gimnazija Antuna Vrančića javna je srednja škola u Šibeniku, s programima jezične, opće, prirodoslovno-matematičke, prirodoslovne i klasične gimnazije.

## Povijest
Početci gimnazijskog obrazovanja u Šibeniku sežu u 1806., no školske instuticije su često ukidane, preustrojavane i premještane izvan Šibenika. Trajna gimnazija s kontinuitetom do danas utemeljena je 1909. Nalazila se u današnjoj zgradi glazbene škole, u četvrti Draga. U današnju namjenski građenu zgradu podno Šubićevca, "najveći i najmoderniji srednješkolski zavod u Jugoslaviji", preselila se u rujnu 1937. Za vrijeme talijanske okupacije Šibenika (1941. – 1943.) djelovala je na talijanskom jeziku, dok je dio školske zgrade bio pretvoren u vojnu bolnicu. Brojni učenici i profesori priključili su se antifašističkom pokretu (68 nositelja spomenice 1941.), a šestero ih je dobilo orden narodnog heroja, među kojima Slobodan Macura, Miro Višić i Vladimir Peran. Nakon oslobođenja grada u studenom 1944., gimnazijalci su sudjelovali u radnim akcijama i čišćenju grada, skupljali priloge i darove za ranjenike u bolnici i dr. Nakon Drugog svjetskog rata neko vrijeme je nosila ime "Gimnazija šibenskih heroja". Šuvarovim obrazovnim reformama krajem 1970-ih je ukinuta kao gimnazija i preustrojena u Centar za odgoj i usmjereno obrazovanje Šibenik. 1991. reformom obrzaovnog sustava ponovno je ustrojena kao gimnazija te imenovana po Antunu Vrančiću (1504. – 1573.), šibenskom humanistu, kardinalu, diplomatu i piscu.

## Tradicije

### Školske priredbe
Povodom dana škole, u šibenskom kazalištu tradicionalno se održava priredba "Antun" na kojoj se dodjeljuju priznanja zaslužnim djelatnicima i učenicima, uz kulturni i zabavni program te humanitarni karakter. Na "Antunu" se svake godine uručuje i nagrada najzaslužnijem bivšem učeniku. Krajem studenog učenici organiziraju i amatersko glazbeno natjecanje "Vrana" pop i rock naravi.

### Školske novine
Školsko glasilo je godišnjak "Pegla", koji izlazi u veljači/ožujku svake godine. "Pegla" se u nekoliko navrata plasirala na državnu smotru učeničkog stvaralaštva (LiDraNo).

## Rezultati
Na temelju rezultata nacionalnih ispita koje je Nacionalni centar za vanjsko vrednovanje obrazovanja proveo 2006., 2007. i 2008. godine kao pripremu za državnu maturu, Gimnazija Antuna Vrančića je na neslužbenoj rang-listi uvrštena među 25 najboljih hrvatskih srednjih škola, na 24. mjesto.

## Poznati polaznici
Kao donedavno jedinu srednjoškolsku ustanovu u Šibeniku općeg i humanističkog smjera, pohađali su je mnogi poznati Šibenčani:
- Ljubomir Antić (1946. – 2015.), povjesničar, publicist i političar[9]
- Arsen Dedić (1938. – 2015.), kantautor
- Vladan Desnica, pisac i filozof
- Aleksandar Ljahnicky, arhitekt i likovni umjetnik
- Maksim Mrvica, pijanist
- Anđelko Runjić (1938. – 2015.), političar, posljednji predsjednik Sabora SR Hrvatske (1986. – 1990.) i hrvatski veleposlanik u Rusiji (1991. – 2.)[10]
- Vice Vukov (1936. – 2007.), pjevač, filozof, političar

## Poznati nastavnici
- Ivo Brešan[11]
- Ivo Livaković